# Toyota Passo Sette
Toyota Passo Sette (яп. トヨタ・パッソ セッテ, хепбёрн Toyota Passo Sette) и Daihatsu Boon Luminas (яп. ダイハツ・ブーン ルミナス; хепбёрн Daihatsu Būn Ruminasu) — субкомпактвэны, выпускавшиеся с 2008 по 2012 год компаниями Toyota и Daihatsu. 

## Описание
Toyota Passo Sette и Daihatsu Boon Luminas были запущены в производство 25 декабря 2008 года. Продажи автомобилей осуществлялись только на японском рынке.
Название «Sette» в переводе с итальянского означает «семь», что указывает на 7-местную вместимость автомобиля. Модели Boon Luminas и Passo Sette были сняты с производства в начале 2012 года из-за проблем с продажами.
С 23 ноября 2009 года автомобили продавались на малайзийском рынке под названием Perodua Alza.

## Технические характеристики
Автомобили Toyota Passo Sette оснащались 1,5-литровым (1495 см3) рядным четырёхцилиндровым двигателем 3SZ-VE мощностью 80 кВт (107 л. с.). Коробка передач — четырёхступенчатая автоматическая.

## Галерея
- Passo Sette G (M502E, Япония)
- Passo Sette S (M502E, Япония)
- Passo Sette S (M502E, Япония)
- Интерьер Passo Sette